# Maravatío, Michoacán
Maravatío är en kommunhuvudort i Mexiko.   Den ligger i kommunen Maravatío och delstaten Michoacán de Ocampo, i den södra delen av landet, 150 km väster om huvudstaden Mexico City. Maravatío ligger 2 058 meter över havet och antalet invånare är 30 412.
Terrängen runt Maravatío är varierad. Runt Maravatío är det ganska tätbefolkat, med 104 invånare per kvadratkilometer. Maravatío är det största samhället i trakten. Omgivningarna runt Maravatío är en mosaik av jordbruksmark och naturlig växtlighet.